# Leonid Charitonow

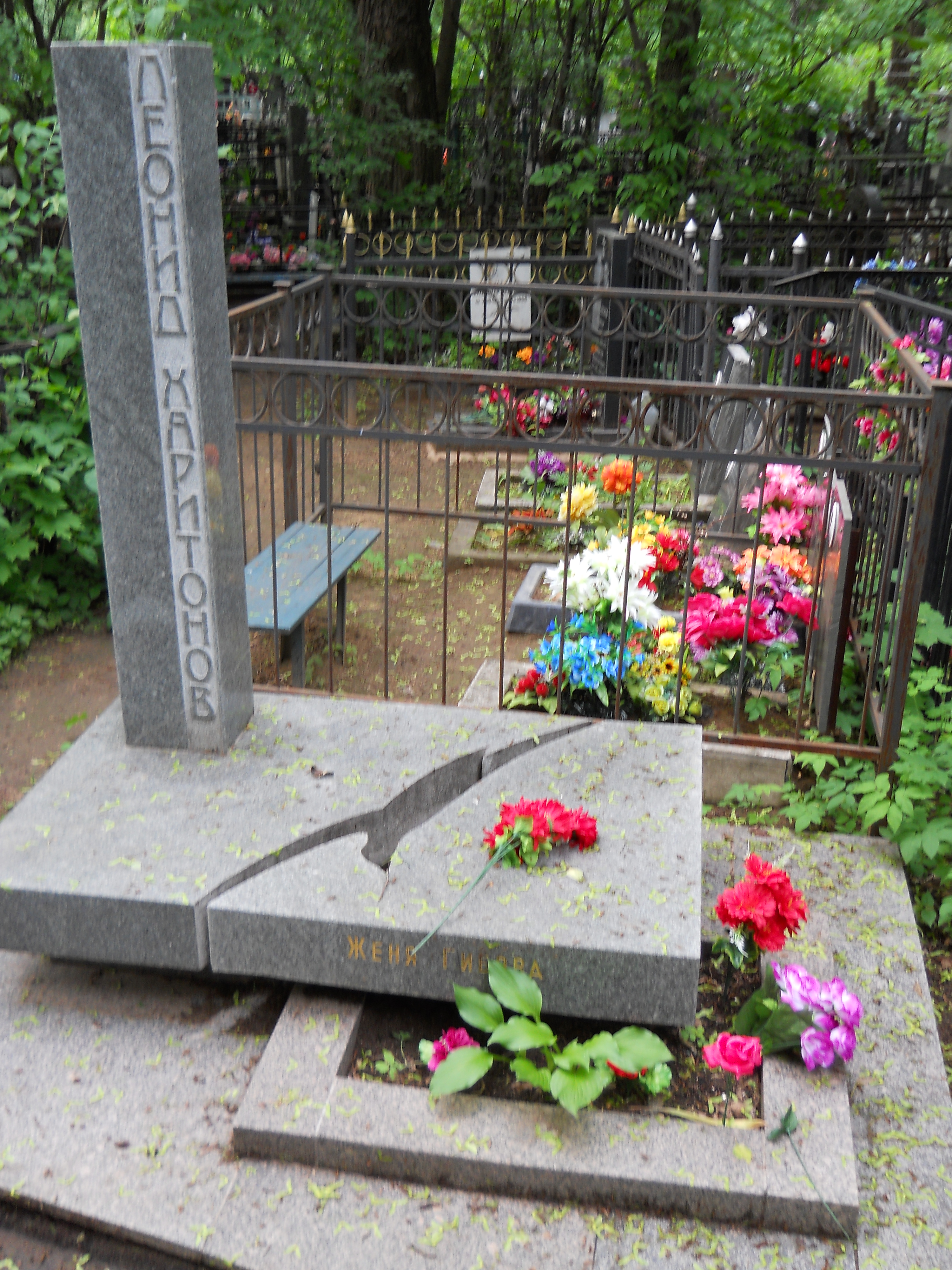
Grób Leonida Charitonowa na Cmentarzu Wagańkowskim.

Leonid Władimirowicz Charitonow (ros. Леони́д Влади́мирович Харито́нов; ur. 19 maja 1930, zm. 1987 w Moskwie) – radziecki aktor filmowy i teatralny. Zasłużony Artysta RFSRR. Pochowany na Cmentarzu Wagańkowskim w Moskwie.

## Wybrana filmografia
- 1968: Ogień, woda i miedziane trąby jako car Fieduł VI
- 1977: Incognito z Petersburga jako Piotr Dobczynski
- 1979: Moskwa nie wierzy łzom jako cameo
- 1982: Tam, na tajemniczych dróżkach